# Leucanopsis strigulosa
Leucanopsis strigulosa là một loài bướm đêm thuộc phân họ Arctiinae, họ Erebidae.